# Sporoschismopsis dingleyae
Sporoschismopsis dingleyae är en svampart som beskrevs av S. Hughes & Hennebert 1978. Sporoschismopsis dingleyae ingår i släktet Sporoschismopsis, klassen Sordariomycetes, divisionen sporsäcksvampar och riket svampar.   Inga underarter finns listade i Catalogue of Life.